# Сестре по метли
Сестре по метли (енгл. Wyrd Sisters; издат 1988) је шести роман Терија Прачета о Дисксвету. Други део циклуса о вештицама из Ленкра.

## Радња
У малом краљевству Ленкр у коме живе вештице бака Ведервакс, Нана Ог и Маграт десио се преврат. Краљ Веренс је убијен и његов рођак преузима престо. Вештице успевају да спасу бебу принца од одмазде и предају га путујућем позоришту чији га власници одгајају као своје дете. Нови краљ и његова зла супруга постају неподношљиви тирани и свима, па чак и шумским створењима, постаје јасно да морају да га свргну са престола. С обзиром да је законити наследник још увек сувише мали, вештице бацају чини на читаво краљевство и „премештају“ га у ново време када је принц сада већ одрастао младић способан да се прихвати улоге новог владара. Тиранин такође схвата да му вештице представљају претњу и покушава да их дискредитује у народу ширећи лажне гласине. Коначно, долази на идеју да унајми путујуће позориште које ће имати задатак да направи представу у којој ће вештице да прикаже као зла створења. Међутим, унајмљује управо позориште у коме је главни глумац млади принц...

## Цитати
Ово је бринуло Смрт. Навикао је на људе који тврде да нису мртви, зато што је смрт увек представљала шок и већини људи је представљало проблем да пређе преко тога. Али људи који тврде да су мртви сваким дахом свог тела били су ново и узнемиријуће искуство.
Њих две су започеле живу, шаптаву дискусију. Био је то, помислио је Томџон, нарочито женски начин разговора. Такви разговори обично су се одвијали на праговима врата, где су све учеснице стајале прекрштених руку и ако би ико био тако нељубазан да прође поред, изненада би ућутале и у тишини би га гледале док не оде безбедно изван домета ушију.

## Позоришне представе
„Сестре по метли“ је први Прачетов роман који је драматизован у Енглеској и доживео је огроман успех. Посредством издавачке куће „Лагуна“ обезбеђена су ауторска права на годину дана за драматизацију овог Прачетовог романа и у Позоришту „Душко Радовић“. Комад је премијерно изведен на Дан позоришта, 23. октобра 2001. године. У адаптацији управника позоришта Маше Јеремић и режији Кокана Младеновића, улоге вештица су тумачили Никола Протулипац, Милош Самолов и Марко Живић. У осталим улогама се појављују Димитрије Илић, Душица Синобад, Војин Ћетковић, Бојан Лазаров, Горан Станисављев, Александра Анђелковић и други. Већи део представе одиграва се на ролерима уз помоћ Ивана Радовића. Костимограф је Драгица Павловић, сценограф Александар Вељановић, кореограф Бојана Младеновић, а за специјалне ефекте се побринуо Томислав Маги. Техничку реализацију пројекта обезбедила је екипа Малог позоришта коју су предводили Миодраг Стеванћевић и Веса Карановић.